# Milaan-Turijn 2007
De 92ste editie van Milaan-Turijn werd verreden op 10 maart 2007 in Noord-Italië. Vorig jaar won de Spanjaard Igor Astarloa, door in een groepssprint Franco Pellizotti, Mirko Celestino en Alessandro Ballan te verslaan.

## Verloop
Danilo Di Luca werd de winnaar van deze 92ste editie. De Italiaan reed samen met de Colombiaan Mauricio Soler weg op de Colle di Superga en klopte de Zuid-Amerikaan in een sprint met twee. Kim Kirchen won de sprint van de grote groep en reed zo naar de derde plek. Stuart O'Grady en Mychajlo Chalilov vervolledigden de top vijf.

## Uitslag
| rang | renner              | land      | tijd  |
| ---- | ------------------- | --------- | ----- |
| 1    | Danilo Di Luca      | Italië    |       |
| 2    | Mauricio Soler      | Colombia  | z.t.  |
| 3    | Kim Kirchen         | Luxemburg | op 9" |
| 4    | Stuart O'Grady      | Australië | z.t.  |
| 5    | Mychajlo Chalilov   | Oekraïne  | z.t.  |
| 6    | Cristian Moreni     | Italië    | z.t.  |
| 7    | Daniele Pietropolli | Italië    | z.t.  |
| 8    | Gabriele Bosisio    | Italië    | z.t.  |
| 9    | Linus Gerdemann     | Duitsland | z.t.  |
| 10   | Luca Solari         | Italië    | z.t.  |